# دانيال لوبيز (دراج)
دانيال لوبيز (بالإسبانية: Daniel López)‏ هو دراج إسباني، ولد في 21 يناير 1994 في لا كورونيا في إسبانيا.

## وصلات خارجية
- دانييل لوبيز على موقع الاتحاد الدولي للدراجات (الإنجليزية)
- دانييل لوبيز على موقع أرشيف الدراجات (الإنجليزية)
- دانييل لوبيز على موقع إحصائيات الدراجات الإحترافية (الإنجليزية)
- دانييل لوبيز على موقع نسبة الدراجات (الإنجليزية)